# Gaspar de Aguilar (Musiktheoretiker)
Gaspar de Aguilar (* 15. Jahrhundert; † 16. Jahrhundert; wirksam erste Hälfte des 16. Jahrhunderts) war ein spanischer Musiktheoretiker der Renaissance. Er darf nicht mit dem gleichnamigen valencianischen Dichter und Dramatiker Gaspar Aguilar (1561–1623) verwechselt werden.

## Leben und Werk
Biografisches zu Gaspar de Aguilar ist nicht bekannt. Er war der Autor des Traktates Arte de principios de canto llano (1530–1537, „Die Prinzipien des Kirchengesangs“). Das Werk ist die einzig bekannte Veröffentlichung des Autors. Es stellt in kurz gefassten Kapiteln eine grundlegende Einführung in die Theorie des Kirchengesangs dar. Der Autor demonstriert dabei auch seine Kenntnis anderer Musiktheoretiker der iberischen Halbinsel wie Juan de Espinosa und Francisco Tovar als auch Italiens wie Franchinus Gaffurius, Lodovico Fogliano, Marchetus de Padua.